# Gallaratese (Milano)
Gallaratese (in milanese Gallarates, AFI: [ɡalaraˈteːz]) è un quartiere   di Milano situato a poco più di 7 km a nord-ovest del Duomo, facente parte del Municipio 8  e del NIL n. 65, denominato: “Q.re Gallaratese, Q.re San Leonardo, Lampugnano”. 
Idealmente, il quartiere comprende tutto l'ampio territorio compreso tra il comune di Pero a nord, via Gallarate a est, Trenno a ovest e Lampugnano a sud. Ha come punto nevralgico il centro commerciale Bonola, che offre numerosi servizi pubblici e negozi. La sua parte nordoccidentale corrisponde al quartiere San Leonardo.

## Caratteristiche
Il quartiere Gallaratese è uno dei quartieri più grandi costruiti ex novo in Italia. È stato costruito sopra un'area agricola solcata dal fiume Olona (il cui corso è ora interrato) tra gli anni sessanta e ottanta, attraverso una serie di interventi edilizi per la costruzione di ampi isolati di condomini popolari.
 In tempi più recenti, costruzioni più piccole e di tipologia abitativa differente stanno gradualmente riempiendo anche i pochi spazi rimasti inedificati. La popolazione residente sfiora le 80 000 unità.

## Storia
Nel 1955 iniziò la revisione del piano regolatore di Milano relativa ad aree specifiche: l'architetto Piero Bottoni assunse il compito di progettare un piano particolareggiato in accordo con gli uffici tecnici comunali. Il 13 marzo 1956 Bottoni consegnò il progetto urbanistico «redatto in forma di proposta di piano particolareggiato dopo l'approvazione delle varie Commissioni urbanistiche». Il progetto prevedeva un solo quartiere di 80 000 abitanti in un'area di 275 ettari.
La pianificazione del quartiere nasce come progetto sperimentale, sulla base della scelta dell'Ottava Triennale di Milano, che si dava come obiettivo la ricerca di soluzioni di edilizia economica alle spalle del quartiere QT8.
A partire dal 1957 il Comune sceglie di accantonare il piano presentato da Piero Bottoni per autorizzare quello del C.E.P. Quest'ultimo, di matrice profondamente antecedente rispetto a quello approvato, prevede ancora la divisione in due quartieri distinti G1 e G2. Si inizia a costruire il nuovo quartiere Gallaratese G1 che sorge sull'area su cui si sarebbe dovuto realizzare una delle quattro città satelliti, il quartiere Costanzo Ciano e vede la collaborazione di ben 68 progettisti coordinati da Gianluigi Reggio.
Il quartiere cresce con una certa "casualità", senza un disegno ponderato degli spazi e delle funzioni. Dal 1964 al 1974 il quartiere viene completato da Gallaratese G2 e San Leonardo.
Il progetto originale viene disatteso soprattutto per quanto riguarda i servizi collettivi e la sistemazione urbanistica, nonché per la distribuzione del verde. Il risultato definitivo è la costruzione di insediamenti che assolvono a una sola funzione, quella residenziale, costringendo gli abitanti a lunghi trasferimenti per raggiungere le attività produttive, le strutture commerciali.
Anche la maggior parte degli edifici parrocchiali del quartiere sono rimasti per decenni dei piccoli prefabbricati dove la comunità si riuniva e che, solo alla fine del ventesimo secolo, sono stati ricostruite in muratura.
Gli anni a cavallo del 1970 videro la costruzione delle Torri, che caratterizzano ancora oggi lo skyline del quartiere.
Dal 1980 il quartiere è raggiungibile dal centro della città tramite la Metropolitana di Milano con le stazioni Uruguay, Bonola, San Leonardo e Molino Dorino.
Nei decenni successivi il quartiere è cresciuto fino a occupare tutto il territorio disponibile fino al confine con il territorio comunale di Pero e ha visto numerose attività commerciali trovare insediamento. È importante ricordare la costruzione del centro civico e municipale all'inizio degli anni ottanta, laddove il papa fece visita nel 1983. A fianco di questo comprensorio venne poi costruito il centro commerciale Bonola (aperto nel 1988), che riunisce una sede decentrata del servizio anagrafe del Comune, la sede del consiglio del Municipio 8, una biblioteca, la Azienda sanitaria locale e un ipermercato.

### I progetti di Aymonino e Rossi

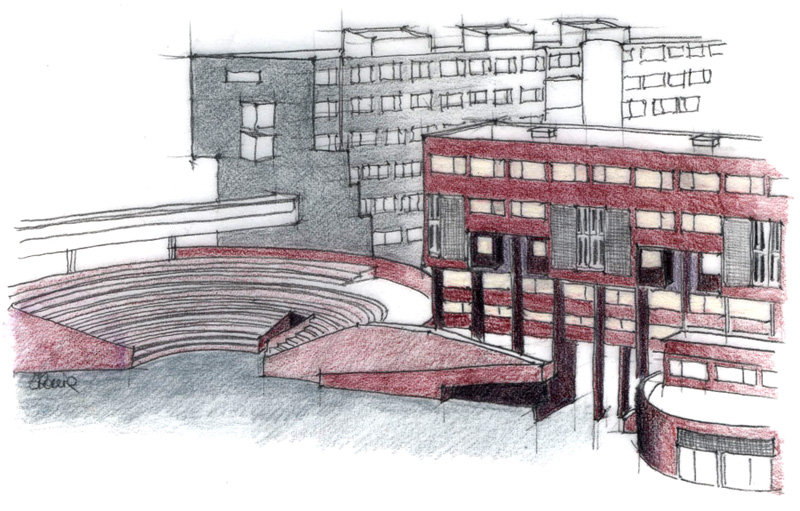
Schizzo della piazza con il teatro all'aperto

Il Monte Amiata fa parte di un intervento urbanistico realizzato su progetto di Carlo Aymonino al quale si affiancò Aldo Rossi. Il complesso è costituito da 5 edifici: 4 progettati dallo stesso Aymonino e uno, costituito da un edificio in linea lungo 180 metri, da Aldo Rossi. Il complesso fu realizzato per ospitare circa 2 500 abitanti.
 Iniziato nel 1967, i lavori di completamento si conclusero nel 1974.

## Infrastrutture e trasporti
- Linea M1: stazioni di Uruguay, Bonola, San Leonardo, Molino Dorino
- Linee automobilistiche ATM 40 (Bonola M1 - Niguarda), 64 (Bonola M1 - Corsico), 68 (Bonola M1), 69 (Molino Dorino M1 - Piazza Firenze), 80 (Molino Dorino M1 - De Angeli M1)

Il quartiere è adiacente alla Tangenziale Ovest e alla statale del Sempione.
Questa copertura, piuttosto estesa per un quartiere periferico, è ragione dell'elevato numero di residenti e della presenza di alcuni edifici di pubblica utilità, tra i quali il Centro Bonola, la Motorizzazione Civile e alcuni centri educativi nelle vie Alex Visconti e Quarenghi. All'interno del quartiere è presente anche uno studentato di proprietà del Politecnico di Milano, il collegio San Leonardo / Newton.

## Galleria d'immagini

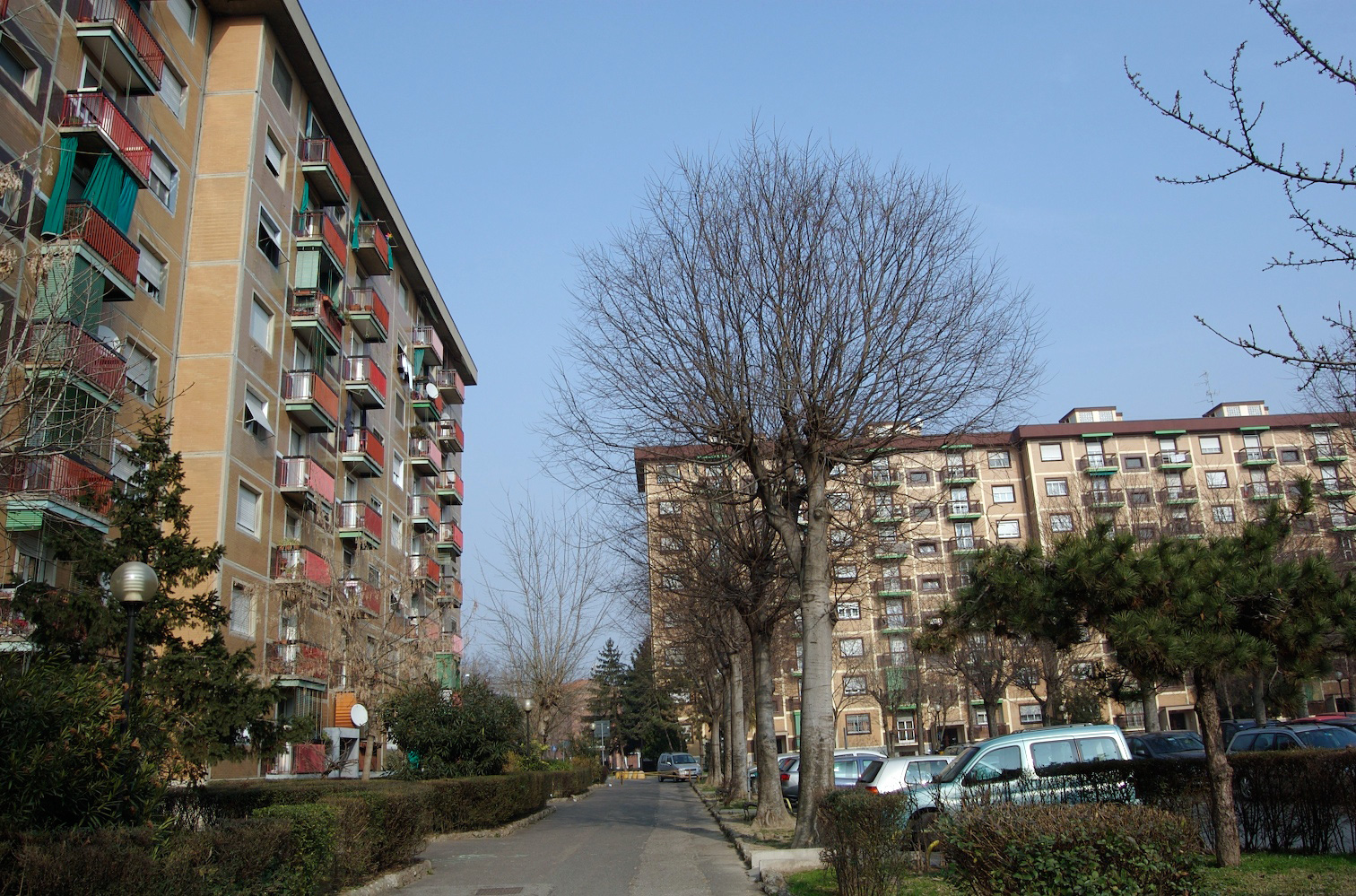
Case anni '70 in via Appennini
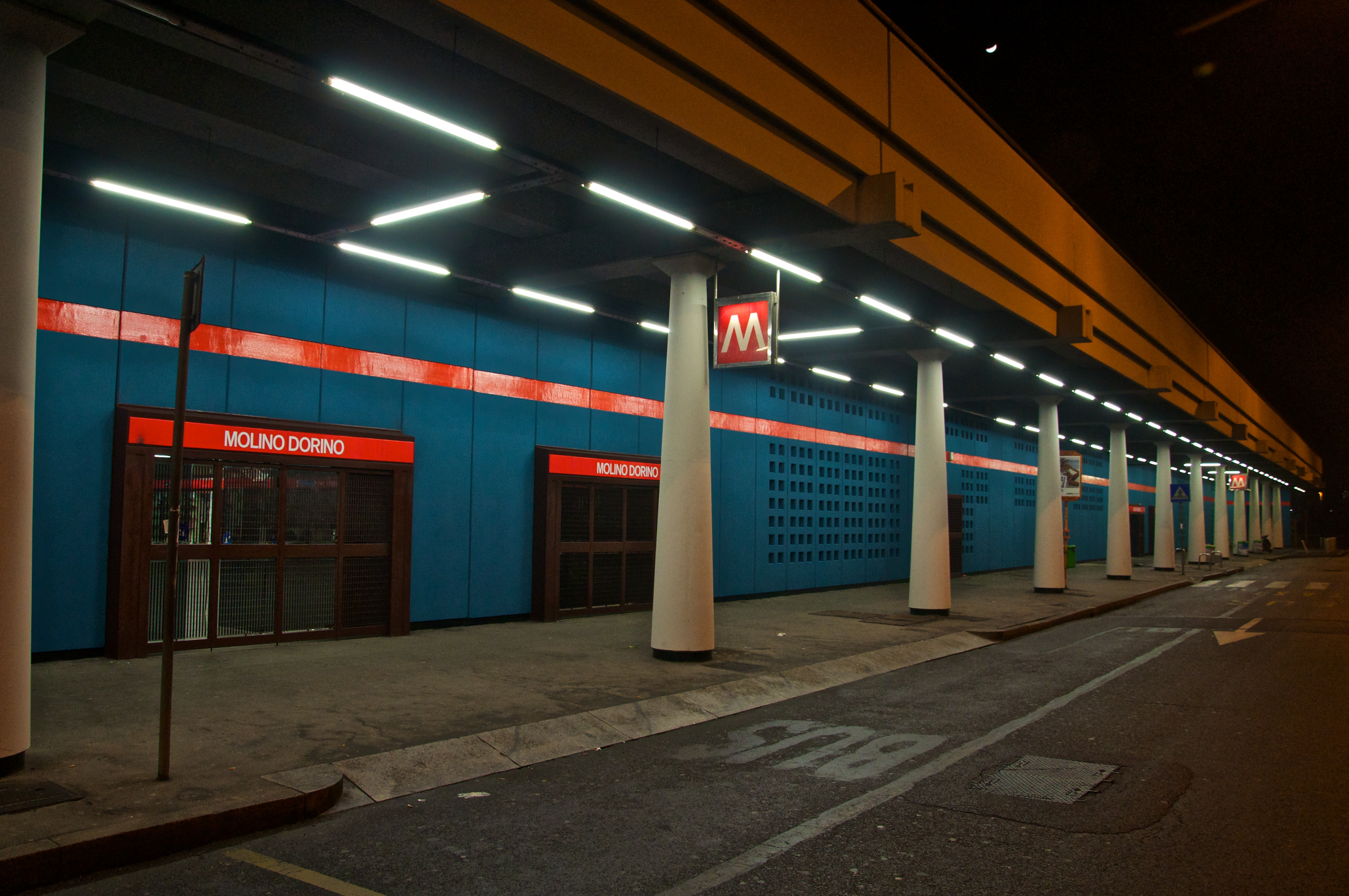
Stazione di Molino Dorino